# Synechodes
Synechodes is een geslacht van vlinders van de familie Brachodidae, uit de onderfamilie Brachodinae.

## Soorten
- S. coniophora Turner, 1913
- S. papuana Heppner, 1990